# Erythrolamprus cursor
Erythrolamprus cursor o culebra de tierra de Lacépède es una especie de serpientes de la familia Dipsadidae.

## Distribución geográfica
Es endémica de la isla de Martinica y de la roca del Diamante (Francia).